# Rio Negro, Mato Grosso do Sul
Rio Negro este un oraș în Mato Grosso do Sul (MS), Brazilia.